# Johann Christian Ludwig Haken
Johann Christian Ludwig Haken (* 28. März 1767 in Jamund bei Köslin; † 5. Juni 1835) war ein deutscher evangelischer Pfarrer und Schriftsteller.

## Leben und Leistungen
Haken, Sohn des Jamunder Pfarrers Christian Wilhelm Haken, wuchs in einem Internat in Aschersleben auf. Ab 1785 studierte er an der Universität Halle Theologie. 1788 wurde er zunächst Lehrer am Kadettenhaus in Stolp.
Anschließend wurde Haken, wie sein Vater, Pfarrer. Im Jahre 1793 zunächst in Konikow bei Köslin, dann ab 1800 in Symbow bei Stolp. 1817 wurde er Superintendent in Treptow an der Rega.
Haken schrieb historische Schriften und belletristische Werke. Die von ihm herausgegebene Selbstbiographie Joachim Nettelbecks (1738–1824), des Verteidigers von Kolberg, wird bis heute aufgelegt. In Treptow gründete Haken die Pommerschen Provinzialblätter.

## Schriften (Auswahl)

### Historische Schriften
- Lebensbeschreibung des Seefahrers, Patrioten und Sklavenhändlers Joachim Nettelbecks, Bürgers zu Kolberg. 1821–1823. (als Herausgeber)
- Lebensbeschreibung von Ferdinand von Schill. 1824.

### Belletristik
- Die graue Mappe aus Ewald Rink’s hinterlassenen Papieren. 4 Teile. 1790–1794.
- Bibliothek der Robinsone. 5 Bände. 1805–1808.
  - Band 1, Berlin 1905 (Digitalisat)
- Neue Amaranthen. 2 Bände. 1808–1811.